# Godło Arabii Saudyjskiej
Godło Arabii Saudyjskiej przedstawia zieloną palmę, a pod nią dwie skrzyżowane szable orientalne. Kolor zielony to symbol islamu. Wszystko to odzwierciedla życie na pustyni, bronione z całą gorliwością.
Dwa miecze reprezentują królestwo Hidżazu i królestwo Nadżdu, które w 1926 zostały zjednoczone pod przywództwem Abda al-Aziza ibn Su’uda.
Godło w obecnej wersji zostało przyjęte zostało w 1950 roku.

## Historyczne wersje godła

Godło królestwa Nadżdu i Hidżazu w latach 1926–1932
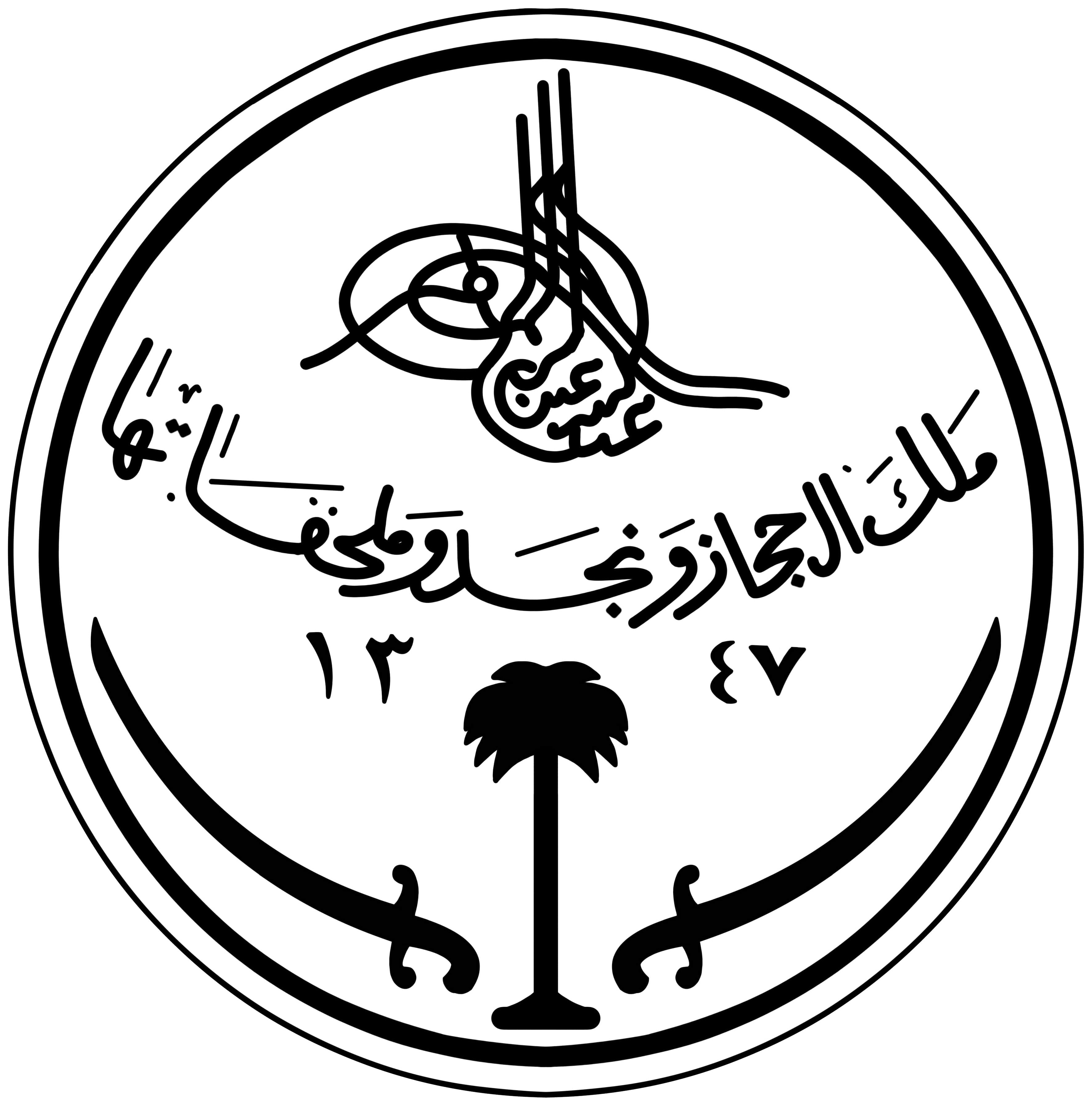
Godło Arabii Saudyjskiej w latach 1932–1950